# The Samaritans
The Samaritans ist eine kenianische Mini-Mockumentary-Webserie von Hussein Kurji. Sie behandelt satirisch das Verhalten der fiktiven gemeinnützigen Entwicklungshilfeorganisation „Aid for Aid“ (deutsch: Hilfe zur Hilfe). Die bisher existierenden zwei Pilot-Episoden wurden mit rund 10.000 US-Dollar, die auf der Crowdfunding-Plattform Kickstarter von 74 Unterstützern beigetragen wurden, finanziert und sind seit Oktober 2013 für eine Gebühr mit wählbarer Höhe als Video-Stream über die Website anzusehen.

## Konzept und Idee
Die Idee zur Serie kam Kurji nach eigenen Angaben, weil er über einen längeren Zeitraum durch Bekannte mit vielen Geschichten und Anekdoten zur Arbeit örtlicher gemeinnütziger Organisationen konfrontiert wurde.

„Die Geschichten, die ich von ihnen hörte, waren so absurd, dass es auf der Hand lag, daraus eine Comedy-Serie zu machen. [...] Ich bin kein Aktivist, mir geht es nicht um eine grundsätzliche Kritik an Entwicklungshilfe, viele Organisationen leisten gute Arbeit.“

## Handlung
Die Mitarbeiter von „Aid for Aid“ (AfA) suchen nach einem wohlklingenden Namen für ihr neues Projekt. Sie einigen sich auf „Food Efficiency and Economic Development“ (FEED), einer Worthülse: Genau wie Aid for Aid gibt es auch für FEED keine Konzepte oder Handlungsvorhaben. Ziel ist das eintreiben von Fördergeldern, die Existenz der Selbstzweck.

### Charaktere
Neben verschiedenen Nebenrollen, etwa der Rezeptionistin mit Faible für westliche Funktionäre, prägen besonders folgende Charaktere The Samaritans:
Martha
Martha ist Interims-Managerin des örtlichen Büros AfAs in Nairobi und positioniert sich als pragmatische Führungskraft. Ihr Selbstbild zerbricht, als die erwartete Beförderung an Scott vergeben wird.
Scott
Als neuer Direktor bringt Scott mit 28 Jahren wenig Erfahrung, aber einen Master in Internationale Entwicklung und weitreichende Kenntnis großer Buzzwords mit sich.
Malik
Malik ist zuständig für die Buchhaltung und das Fundraising AfAs, auch wenn er keine entsprechenden Abschlüsse vorweisen kann.

## Rezeption
Sechs Monate nach Veröffentlichung wurde der offizielle Trailer mehr als 100.000 Mal gesehen. Sowohl TAZ, als auch Vice verglichen The Samaritans mit Stromberg bzw. dem Original The Office.